# 30年代
30年代（さんじゅうねんだい）は、西暦（ユリウス暦）30年から39年までの10年間を指す十年紀。

## できごと
- アンティオキアにキリスト教の教会ができた。

### 33年
- キリスト教の教義によると、イエス・キリストが磔にされ、その後死から復活した。

## 主な人物
- ティベリウス、ローマ皇帝（在位:14年 - 37年）
- カリグラ、ローマ皇帝（在位:37年 - 41年）
- イエス・キリスト、キリスト教創設者（紀元前4年頃 - 33年頃）